# Shimabaratetsudou
Shimabaratetsudou Co.,Ltd.  (島原鉄道株式会社, Shimabara tetsudō kabushiki-gaisha), également appelée  Shimatetsu (島鉄), est une compagnie de transport de passagers qui exploite une ligne ferroviaire dans la préfecture de Nagasaki au Japon. Elle exploite également des lignes d'autobus et de ferry. Son siège social se trouve dans la ville de Shimabara.

## Histoire
La compagnie a été fondée le 5 mai 1908. Elle ouvre le premier tronçon de sa ligne ferroviaire en 1911.

## Ligne
La compagnie possède une ligne.
| Ligne                   | Nom japonais | Terminus              | Longueur (km) | Gares |
| ----------------------- | ------------ | --------------------- | ------------- | ----- |
| Ligne Shimabaratetsudou | 島原鉄道線   | Isahaya - Shimabarakō | 43,2          | 24    |

## Matériel roulant

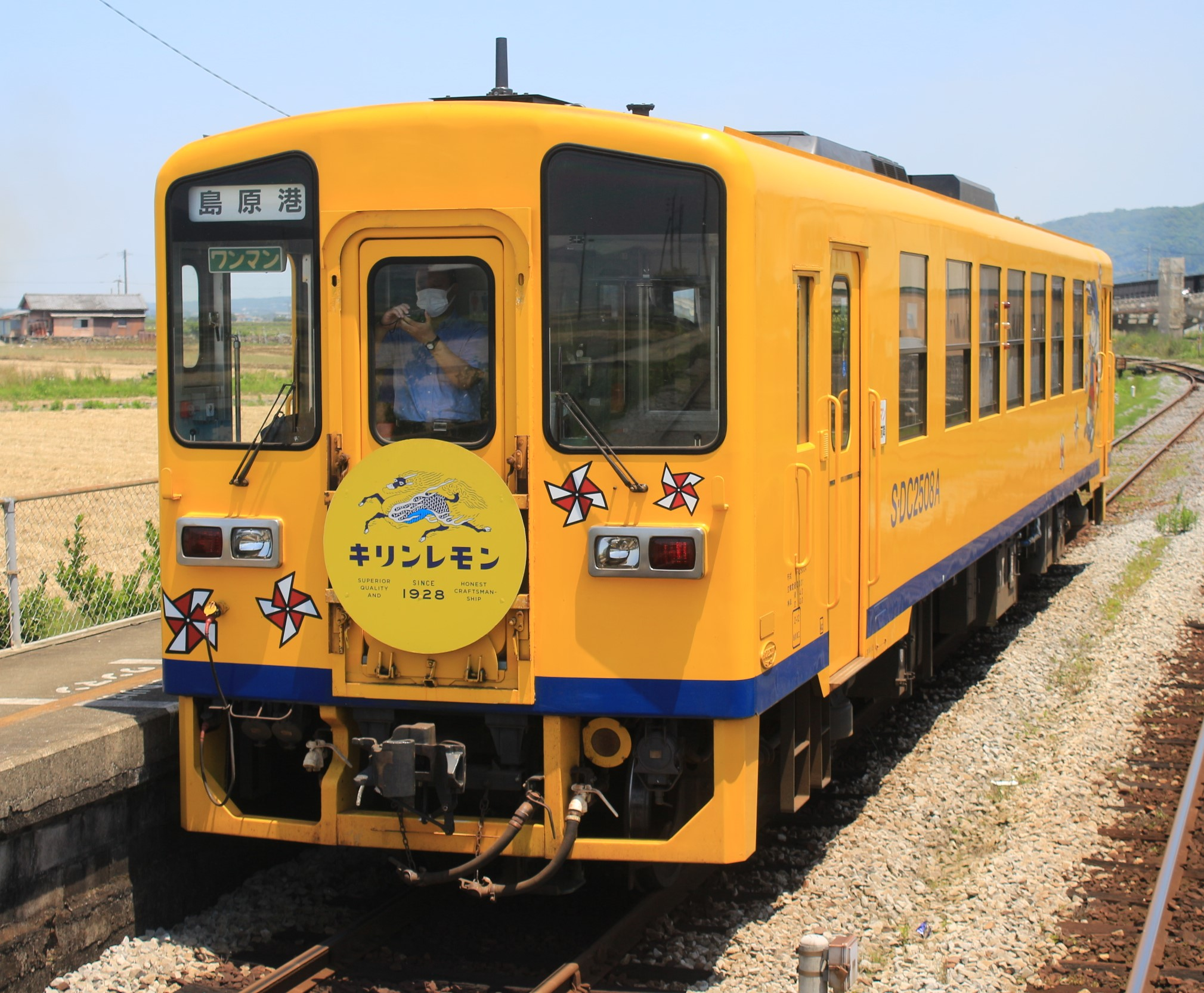
Autorail série KiHa 2500.

La compagnie possède des autorails série KiHa 2500.